# Phường 14, Bình Thạnh
Phường 14 là một phường thuộc quận Bình Thạnh, Thành phố Hồ Chí Minh, Việt Nam.
Phường 14 có diện tích 0,32 km², dân số năm 2021 là 10.656 người,  mật độ dân số đạt 33.300 người/km².